# Gand-Wevelgem 2010
La Gand-Wevelgem 2010, settantunesima edizione della corsa, valida come sesta prova del Calendario mondiale UCI 2010, si disputò il 28 marzo 2010, per un percorso di 219 km. Il corridore austriaco Bernhard Eisel del Team HTC-Columbia si impose in 5h16'21".

## Percorso
Lungo 219 km, prevede la partenza a Deinze con l'arrivo storico di Wevelgem. A differenza dell'anno scorso è stato annunciato il transito anche in territorio francese, con sedici passaggi su strade lastricate in pavé compresi fra il chilometro 105 e quello 184, inclusi due transiti ciascuno sul Mont des Cats e sul Mont Noir.

## Squadre e corridori partecipanti
| N.      | Cod. | Squadra             |
| ------- | ---- | ------------------- |
| 1-8     | SKY  | Team Sky            |
| 11-18   | OLO  | Omega Pharma-Lotto  |
| 21-28   | QST  | Quick Step          |
| 31-38   | ALM  | AG2R La Mondiale    |
| 41-48   | AST  | Astana              |
| 51-58   | GCE  | Caisse d'Epargne    |
| 61-68   | EUS  | Euskaltel-Euskadi   |
| 71-78   | FOT  | Footon-Servetto     |
| 81-88   | FDJ  | Française des Jeux  |
| 91-98   | LAM  | Lampre-Farnese Vini |
| 101-108 | LIQ  | Liquigas-Doimo      |
| 111-118 | RAB  | Rabobank            |
| 121-128 | THR  | Team HTC-Columbia   |

| N.      | Cod. | Squadra                      |
| ------- | ---- | ---------------------------- |
| 131-138 | GRM  | Garmin-Transitions           |
| 141-148 | KAT  | Team Katusha                 |
| 151-158 | MRM  | Team Milram                  |
| 161-168 | RSH  | Team RadioShack              |
| 171-178 | SAX  | Team Saxo Bank               |
| 181-188 | ASA  | Acqua & Sapone               |
| 191-198 | CTT  | Cervélo TestTeam             |
| 201-208 | BMC  | BMC Racing Team              |
| 211-218 | LAN  | Landbouwkrediet              |
| 221-228 | SKS  | Skil-Shimano                 |
| 231-238 | TSV  | Topsport Vlaanderen-Mercator |
| 241-248 | VAC  | Vacansoleil Pro Cycling Team |

## Ordine d'arrivo (Top 10)
| Pos. | Corridore        | Squadra      | Tempo   |
| ---- | ---------------- | ------------ | ------- |
| 1    | Bernhard Eisel   | HTC          | 5h16'21 |
| 2    | Sep Vanmarcke    | Topsport Vl. | s.t.    |
| 3    | Philippe Gilbert | Omega Pharma | s.t.    |
| 4    | George Hincapie  | BMC          | s.t.    |
| 5    | Daniel Oss       | Liquigas     | a 2"    |
| 6    | Jürgen Roelandts | Omega Pharma | a 7"    |
| 7    | Maksim Iglinskij | Astana       | a 51"   |
| 8    | Matti Breschel   | Saxo Bank    | a 1'01" |
| 9    | Tyler Farrar     | Garmin       | s.t.    |
| 10   | Luca Paolini     | Acqua&Sapone | s.t.    |

## Punteggi UCI
| Pos. | Corridore        | Squadra      | Punti |
| ---- | ---------------- | ------------ | ----- |
| 1    | Bernhard Eisel   | HTC          | 80    |
| 2    | Sep Vanmarcke    | Topsport Vl. | 60    |
| 3    | Philippe Gilbert | Omega Pharma | 50    |
| 4    | George Hincapie  | BMC          | 40    |
| 5    | Daniel Oss       | Liquigas     | 30    |
| 6    | Jürgen Roelandts | Omega Pharma | 22    |
| 7    | Maksim Iglinskij | Astana       | 14    |
| 8    | Matti Breschel   | Saxo Bank    | 10    |
| 9    | Tyler Farrar     | Garmin       | 6     |
| 10   | Luca Paolini     | Acqua&Sapone | 2     |

| Pos. | Squadra                      | Punti |
| ---- | ---------------------------- | ----- |
| 1    | Omega Pharma-Lotto           | 82    |
| 2    | Team HTC-Columbia            | 80    |
| 3    | Topsport Vlaanderen-Mercator | 60    |
| 4    | BMC Racing Team              | 40    |
| 5    | Liquigas-Doimo               | 30    |
| 6    | Astana                       | 14    |
| 7    | Team Saxo Bank               | 10    |
| 8    | Garmin-Transitions           | 6     |
| 9    | Acqua & Sapone               | 2     |

| Pos. | Nazione     | Punti |
| ---- | ----------- | ----- |
| 1    | Belgio      | 132   |
| 2    | Austria     | 80    |
| 3    | Stati Uniti | 46    |
| 4    | Italia      | 32    |
| 5    | Kazakistan  | 14    |
| 6    | Danimarca   | 10    |